# バイアル

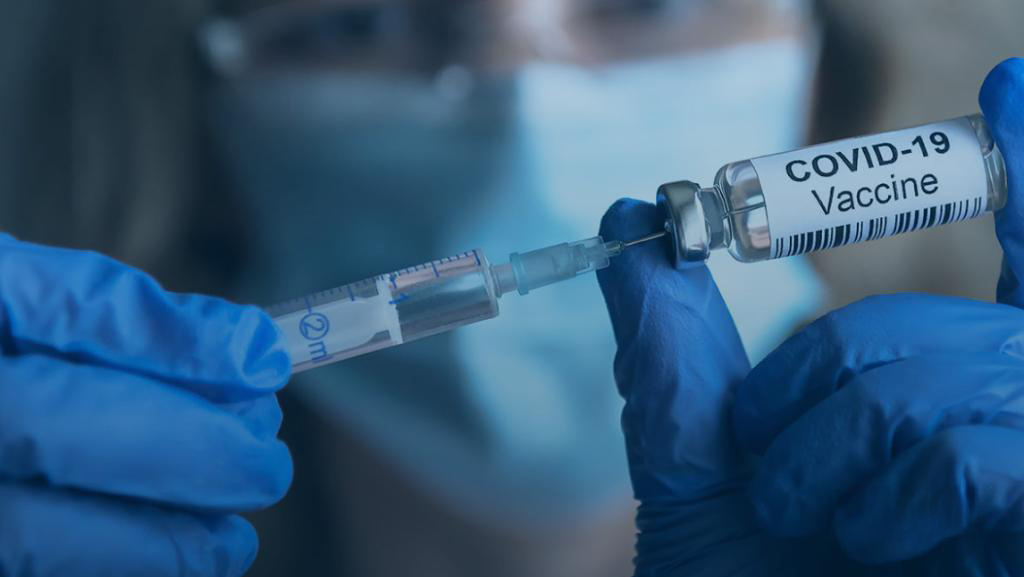
ワクチンのバイアルと注射器

バイアル（英: vial、薬瓶とも）は、小さなガラスまたはプラスチック製の容器またはボトルであり、液体、粉末またはカプセルとして医薬品を保存するためによく使用される。また、科学的なサンプル容器としても使用される。例えば、分析クロマトグラフィーのオートサンプラー装置に使用される。バイアルのようなガラス容器は古典古代にまでさかのぼるが、現代のバイアルはポリプロピレンなどのプラスチックで作られることが多い。バイアルには、単回投与用バイアルおよび医薬品によく使用される多回投与用バイアルのような異なる種類のものがある。前者は一度だけ使用されるのに対し、後者は複数回使用される。米国CDCは、多用量バイアルに関する特定のガイドラインを設定している。

## 歴史と語源
バイアルは、管状にすることも、首付きの瓶のような形状にすることもできる。英語のvial（バイアル）という言葉は、「広く平らな容器」を意味するギリシャ語のphiale（フィアーレ）に由来する。同等の用語には、ラテン語のphiala（フィアラ）、後期ラテン語のfiola （フィオラ）、中英語のfiole iole（フィオレ）とviole（ヴィオレ）がある。

## 現代のバイアル
現代のバイアルは、プラスチック製が多く、場合によってはガラス製もある。医療や分子生物学の用途で使用される少量の液体の保管場所としてよく使用される。一般的に使用される密封方式には、いくつかの異なるタイプがある。ガラス製バイアルの場合、スクリューバイアル（スクリューキャップまたはスポイト/ピペットで閉じる）、リップバイアル（コルクまたはプラスチック製ストッパー (栓)で閉じる）、圧着バイアル（ゴム製ストッパーと金属製のキャップで閉じる）などの選択肢がある。プラスチックで成形できるプラスチック製バイアルは、押すとスナップで閉じる「ヒンジキャップ」など別の密封方式を持つことができる。これらは、フリップトップやスナップキャップと呼ばれることがある。
バイアルの底は、底が丸い試験管とは異なり、平らなものがよくあるが、ヒンジキャップやスナップトップの小型バイアルの場合はそうではないことが多い。実験室で一般的に使用される小瓶型のバイアルは、ビジューボトルまたはマッカートニーボトルとも呼ばれている。ビシューボトルは小さくなる傾向があり、10ミリリットル前後の容量のものが多い。

## ギャラリー

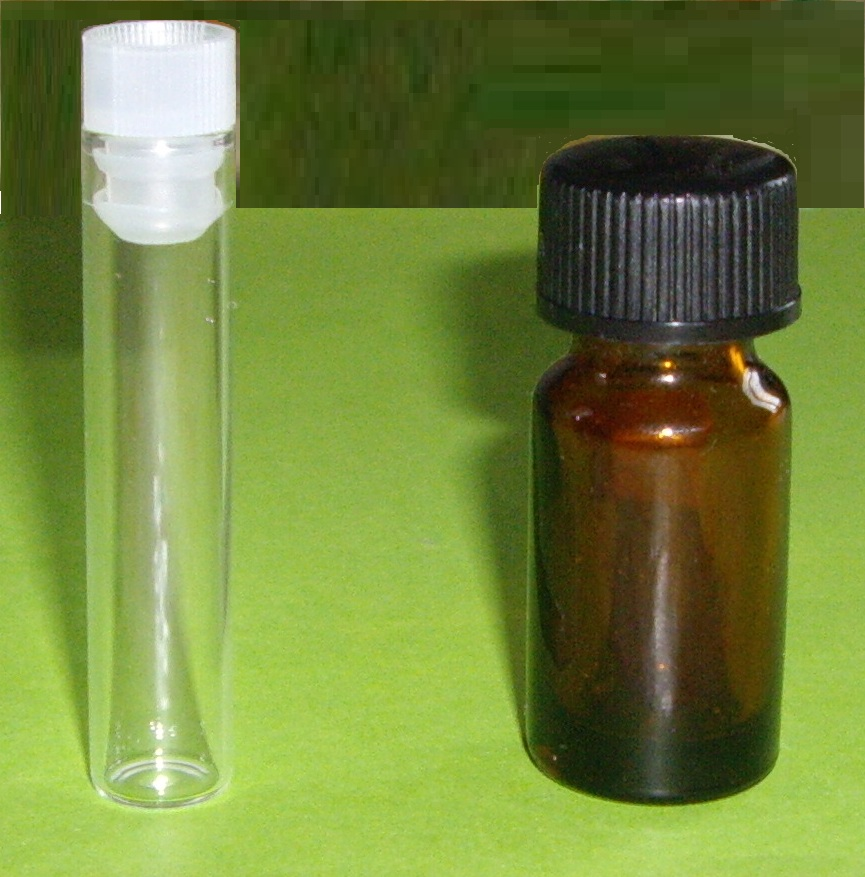
最新の平底プラスチックバイアルの例
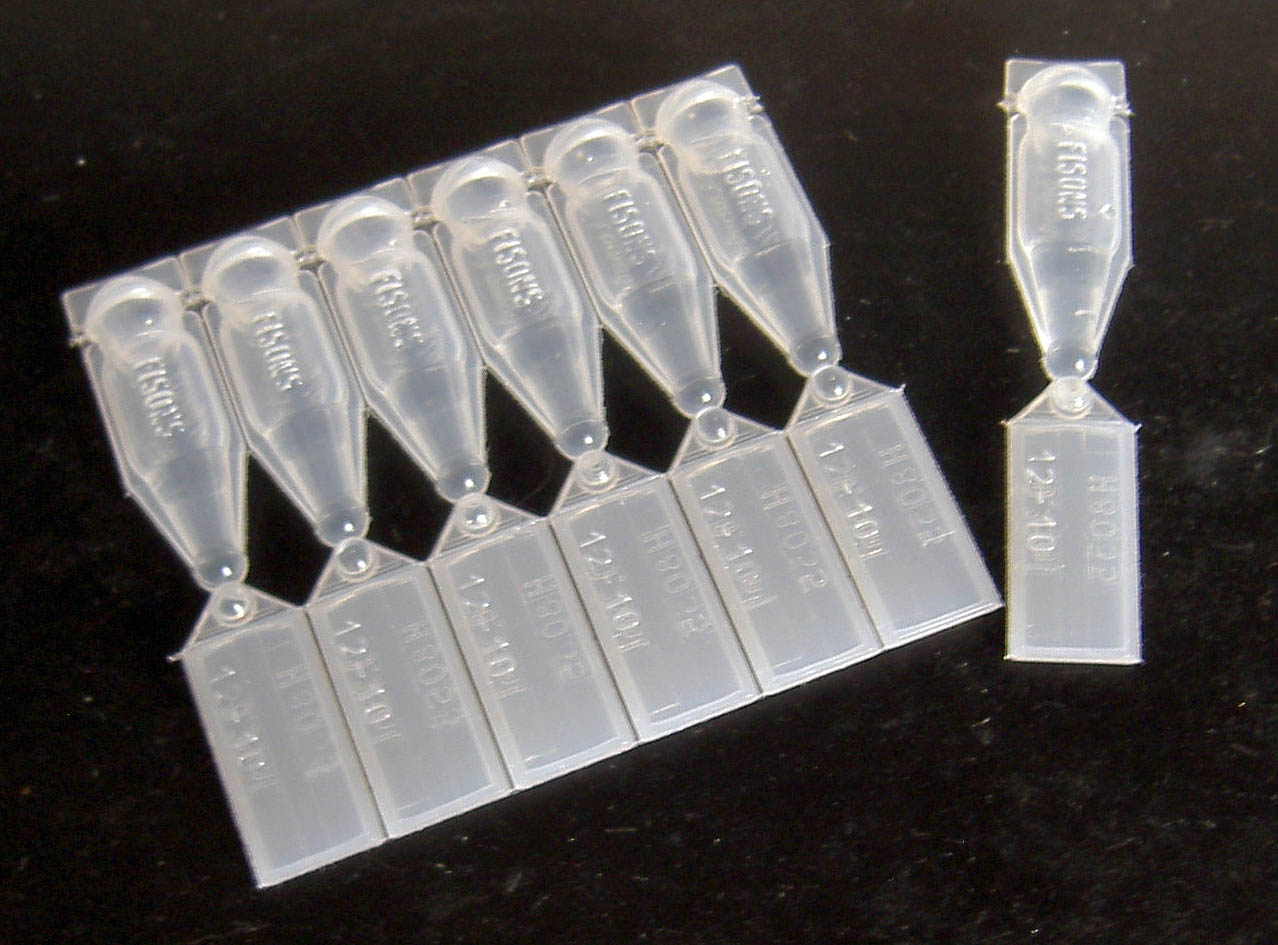
点眼薬の無菌単回使用バイアル
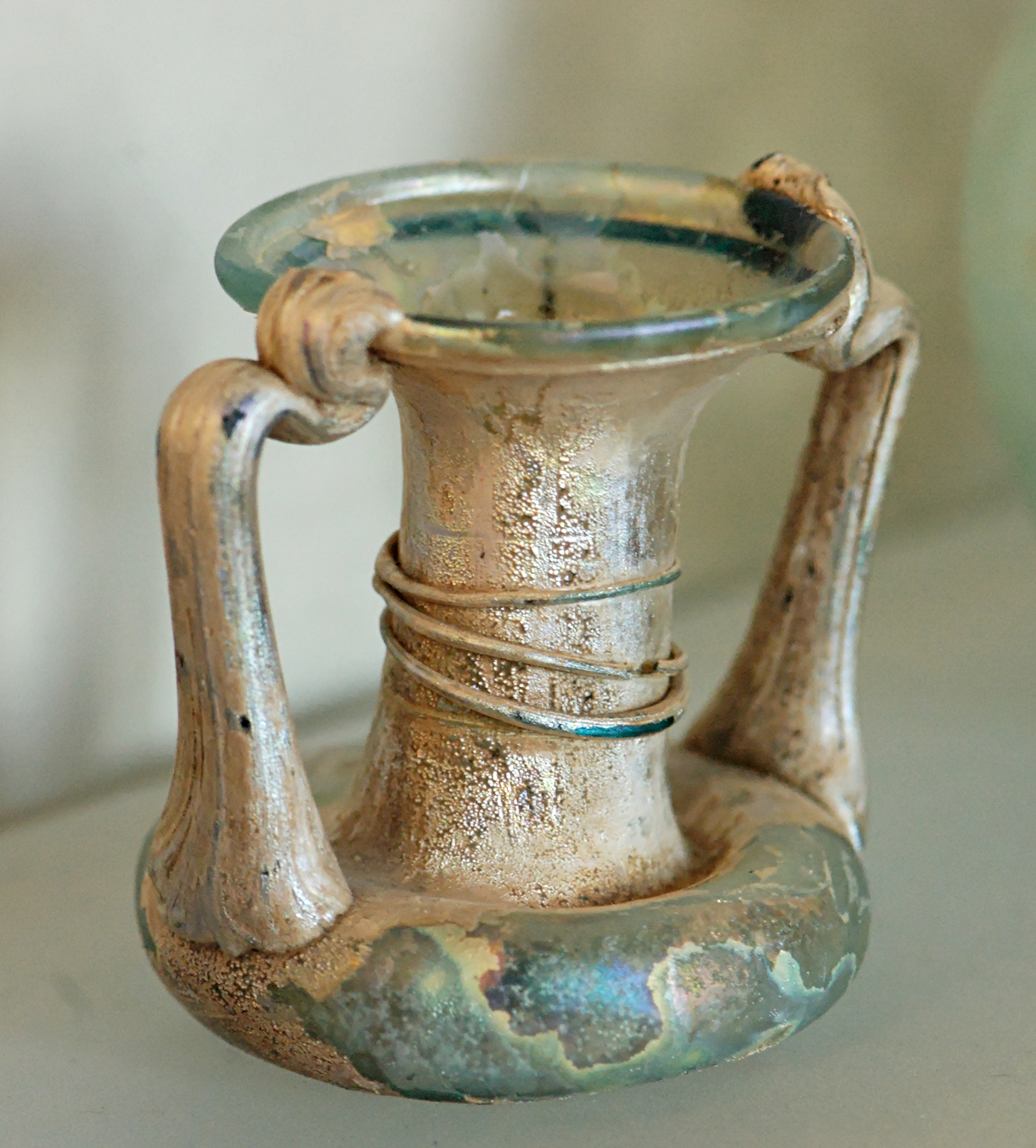
両手ガラスの小瓶。シリア出土（西暦4世紀頃）
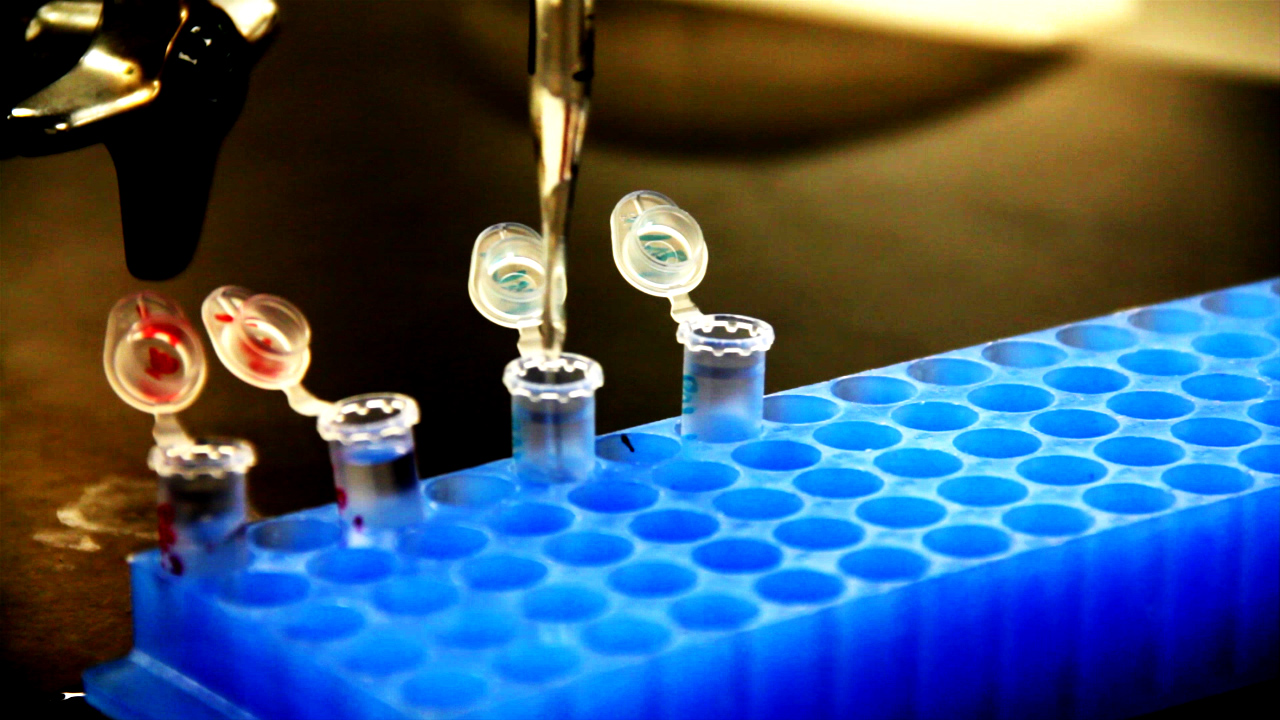
バイアルラック上のプラスチック製ヒンジトップバイアル。日本ではエッペンドルフチューブとも呼ばれる。